# Yeoman Warders

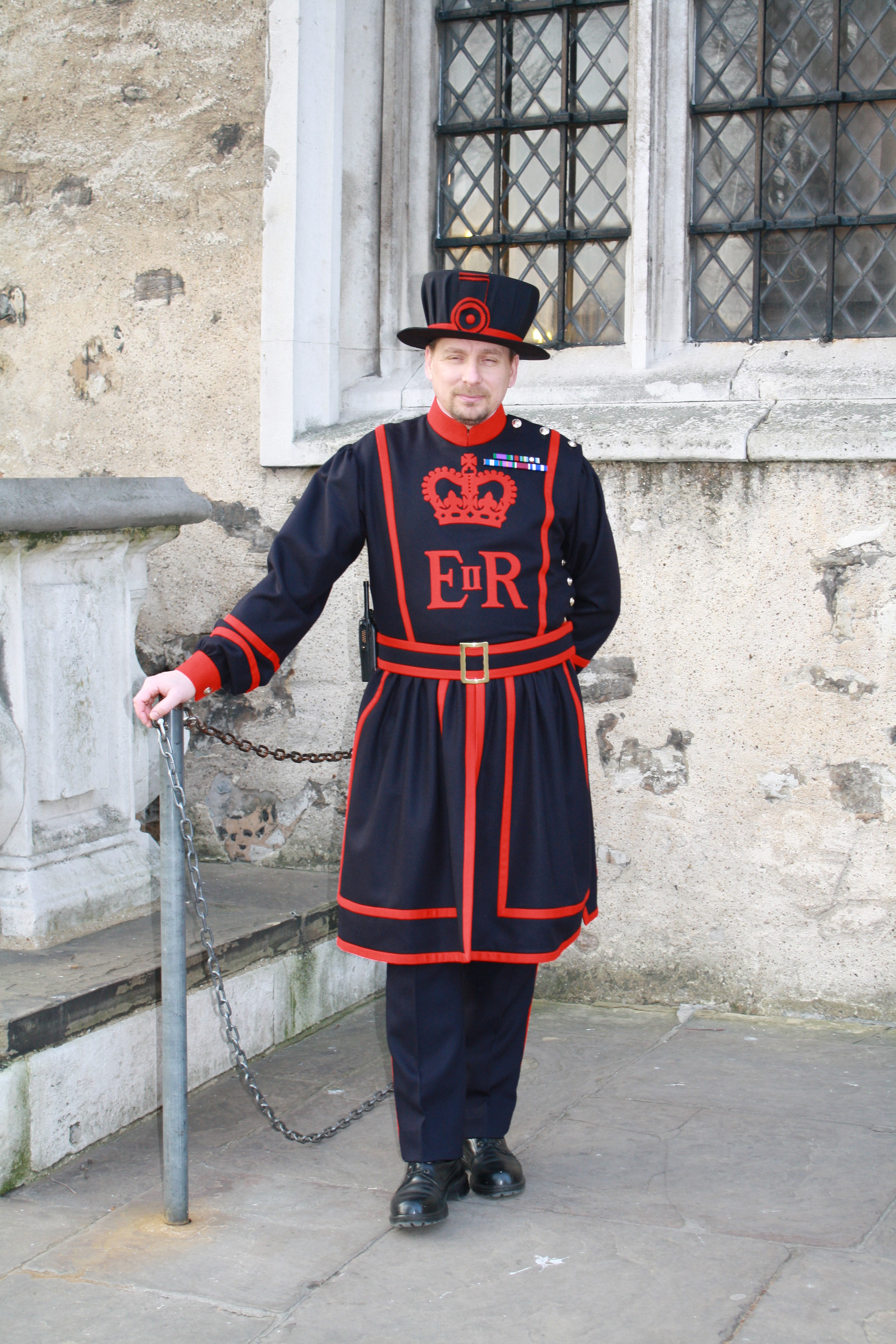
Yeoman Warder

Beefeaters um 1910

Die Yeoman Warders, vollständig Yeoman Warders of His Majesty’s Royal Palace and Fortress the Tower of London, umgangssprachlich Beefeaters, sind die Ordnungstruppe des Tower of London und die dortigen Touristenführer.

## Geschichte und Aufgaben
Die Yeoman Warders entwickelten sich aus der Leibwache der englischen Könige im Tower zu Zeiten, als die Könige dort präsent waren. Nachdem die Könige den Tower kaum mehr besuchten, teilte sich die Leibwache auf. Die Yeomen of the Guard sind bis heute die Leibwache der Könige, während die Yeoman Warders die Aufgabe einer Ordnungstruppe im Tower wahrnehmen, die vor allem Tore und Gefangene im Tower bewachte. Dennoch werden sie selten, aber regelmäßig dazu herangezogen, die Yeomen of the Guard bei ihren Pflichten zu begleiten und eine zeremonielle Leibwache des Königs zu bilden.
Zum ersten Mal tauchen die Wachen im Tower in Dokumenten aus der frühen Tudorzeit im späten 15. Jahrhundert auf. Dort werden sie als eingeschworene Gemeinschaft geschildert, die sich sowohl Pflichten wie auch Rechte teilen. Vom 16. bis in das 19. Jahrhundert war das Amt des Yeoman Warders erblich, und es bildete sich eine feste Personengruppe. Neben den Wachaufgaben begannen sie früh, andere Arbeiten gegen Bezahlung auszuführen. Die Auffallendste davon war, Tower-Besucher gegen eine Gebühr durch die Festung zu führen und ihnen die Attraktionen wie die Tower-Menagerie zu zeigen. Erst Arthur Wellesley, 1. Duke of Wellington, nutzt seine Position als Konstabler des Towers, um 1826 die Yeoman Warders zu reformieren. Statt Söhnen von anderen Yeoman Warders erhielten nun ehemalige Unteroffiziere der Household Cavalry, der Foot Guards oder der Infantry of the Line auf Empfehlung ihres Regiments den Posten. Im Jahr 1836 gelang es dem Master-General of the Ordnance durchzusetzen, dass die Yeoman Warders ein höheres Gehalt erhielten, dafür aber keine Gebühren auf eigene Rechnung mehr erheben durften. Ihr letztes Privileg mussten die Yeoman Warders 1923 abgeben, als sie auch keine Postkarten mehr auf eigene Rechnung verkaufen durften.
1924 ging die eigenständige Tower-Polizei in den Yeoman Warders auf. Von 1846 bis 1924 hatten 10 bis 15 Polizisten der Metropolitan Police eine eigene Wache im Tower und liefen dort Patrouillen. Um die Organisation zu vereinfachen, übernahmen sechs neue Yeoman Warders das Amt, die neuen Yeoman Warders ebenso wie ihre alten Kollegen erhielten teilweise Polizeirechte im Tower.
Tatsächlich üben sie heutzutage mehr zeremonielle Aufgaben und den Dienst als Führer durch den Tower aus und sind damit eine eigene Touristenattraktion. Seit Anfang des 19. Jahrhunderts wird der Tower hauptsächlich als Museum genutzt, und bereits in dieser Zeit dienten die Yeoman Warders als Museumsführer, die Touristengruppen durch die verschiedenen Ausstellungen führten.

## Organisation und Zusammensetzung

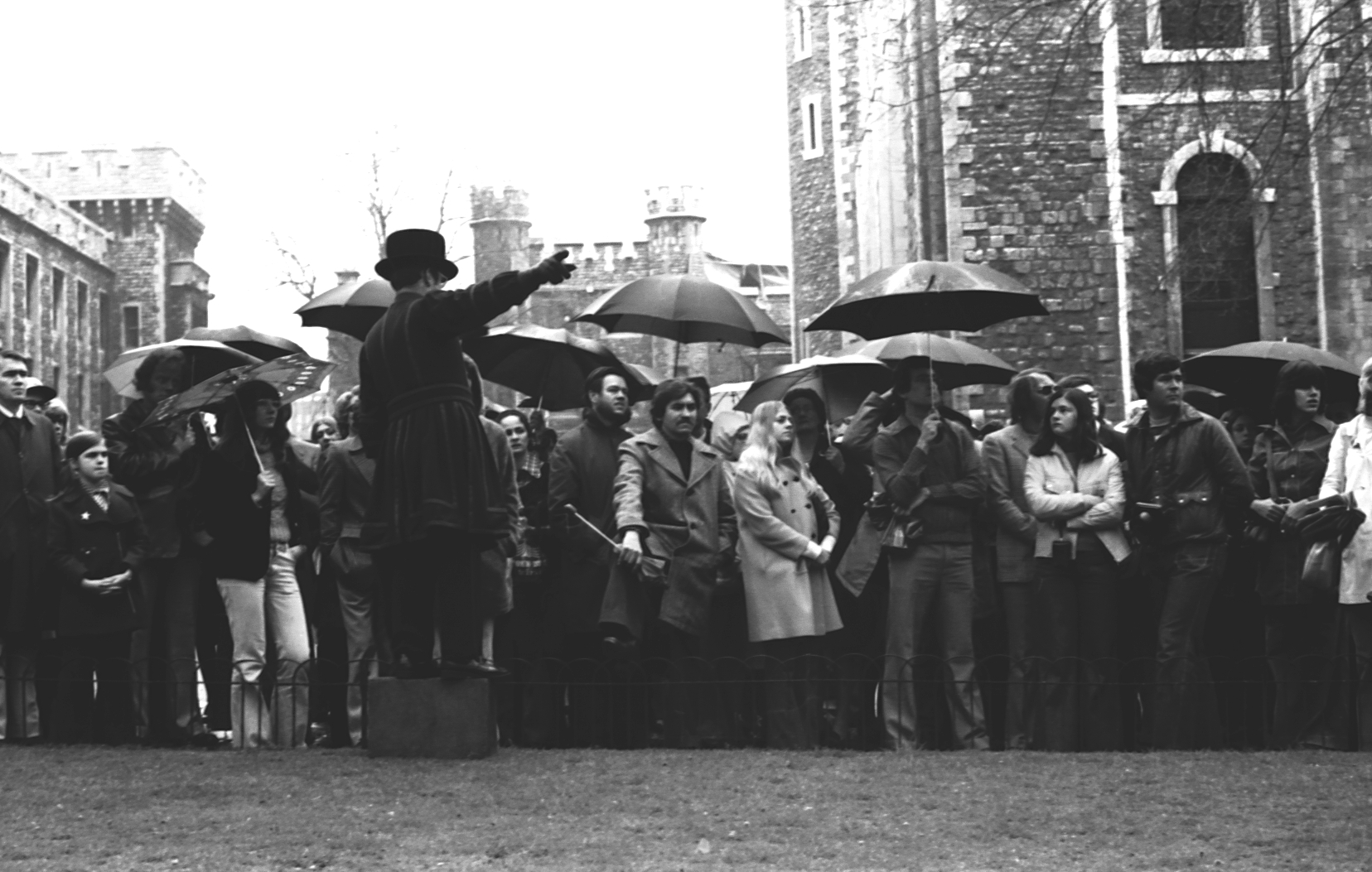
Ein Yeoman Warder bei der Touristenbetreuung (1974)

Im Jahr 1555 gab es 21 Yeoman Warders, die männlich sein mussten, „vertrauenswürdig und diskret“ und zwischen 30 und 50 Jahre alt. Von diesen 21 waren 7 Chief Yeoman Warders, die eine höhere Bezahlung und bessere Behausung im Tower bekamen. Das Amt wurde schnell erblich, die Bezahlung nicht angepasst, so dass bereits am Ende des 16. Jahrhunderts Klagen über mangelnde Bezahlung und mangelnde Qualität der Wachen häufig sind. Heute gibt es 36 Yeoman Warder-Dienstposten, die sämtlich ehemalige Angehörige der britischen Armee sind und dabei mindestens 22 Jahre aktiven Dienst mit guter Führung hinter sich und den Dienstgrad eines Sergeant Major erreicht haben müssen. Die Yeoman Warders müssen mit ihren Familien im Tower wohnen. Als Gemeinschaft betreiben sie die Warders’ Hall neben dem Byward Tower, in der sich Aufenthalts- und Versammlungsräume befinden.
Die Yeoman Warders tragen zu den üblichen Dienstzeiten im Tower einen dunkelblauen Waffenrock mit rotem Kragen. Die Uniform wurde 1858 von Mrs. Batt and Son of Edmond Street entworfen und löste ein älteres Modell aus Tudorzeiten ab. Wenn der aktuelle britische Herrscher den Tower besucht oder ein Staatsakt im Tower stattfindet, tragen sie eine rot-goldene Uniform, die derjenigen der Yeomen of the Guard sehr ähnlich sieht. Die Buchstabenkombination „C III R“ auf der Uniform steht für „Charles III. Rex“. Zu Lebzeiten von „Königin Elizabeth II.“ waren es die Buchstaben „E II R“ (siehe Bild oben), bei Königin Victoria „V R“, zur Zeit der Herrschaft von Eduard VII. stand „E VII R“ (für lateinisch Rex) auf der Uniform, unter Georg V. „G V R“ und während der Regentschaft von Georg VI entsprechend „G VI R“.
Der Chief Yeoman Warder ist jeden Abend ab 7 Minuten vor 22 Uhr für die Durchführung der Schlüsselzeremonie im Tower verantwortlich.
Die Schottin Moira Cameron wurde am 3. Januar 2007 als erste Frau überhaupt bei den Beefeatern aufgenommen. Sie trat ihren Dienst am 3. September 2007 an. Cameron war im Alter von 20 Jahren in die Armee eingetreten und hatte beim Bewerbungsverfahren um die Stelle fünf Männer ausgestochen.
Eine besondere Funktion hat der Yeoman Warder Ravenmaster („Rabenmeister“), der für die Raben des Tower of London zuständig ist. Einer Legende zufolge wird „die Krone fallen und Britannien mit ihr“, wenn die Raben den Tower verlassen. Der Ravenmaster pflegt und versorgt die Tiere, und stutzt ihre Flügelfedern, damit sie nicht weite Strecken fliegen und sich vom Tower entfernen können.

## Rezeption
Der Tower hat eine jahrhundertelange Rezeptionsgeschichte, wobei insbesondere seine Funktion als Hinrichtungsstätte und Gefängnis wirkmächtig geworden ist. Die Yeoman Warders kommen in den meisten der damit verbundenen Geschichten vor, spielen meist aber nur eine Nebenrolle. Die Savoy-Oper The Yeomen of the Guard von Gilbert and Sullivan handelt trotz ihres irreführenden Namens von den Yeoman Warders und den Verwirrungen, die eine kommende Hinrichtung in der Truppe auslöst.
Die Bezeichnung Beefeater ist seit dem Jahr 1700 zu belegen. Für die Herkunft der Bezeichnung „Beefeater“ gibt es verschiedene Deutungen:
- In früheren Zeiten konnten sich die meisten armen Leute kein Rindfleisch (beef) leisten, wohingegen die Torwächter auch Rindfleisch als Entlohnung bekamen.
- Ableitung von den Bediensteten an der königlichen Tafel, den so genannten Buffetiers
- Die „Yeomen“ (engl. für Freibauern) mussten im späten Mittelalter in Kriegsfällen als Fußsoldaten dienen, mit dem Langbogen als Hauptbewaffnung. Die notwendige proteinreiche Ernährung für die extrem energiezehrende Bedienung und Beherrschung des Bogens ist hauptsächlich durch Rindfleisch gesichert worden.